# الجامعة الأردنية (العقبة)
الجامعة الأردنية فرع العقبة هي فرع تابع للجامعة الأردنية تأسست عام 2009 في مدينة العقبة. وتحتوي الجامعة على ست كليات (كلية الإدارة والتمويل، كلية السياحة والفندقة، كلية اللغات الأجنبية، كلية العلوم الأساسية والبحرية، كلية نظم تكنولوجيا المعلومات، كلية التمريض).

## كليات الجامعة

### كلية الحقوق
1. الحقوق

### كلية الإدارة والتمويل
1. إدارة الأعمال
2. المحاسبة
3. قسم إدارة المخاطر والتأمين

### كلية اللغات
1. اللغة الإنجليزية/الفرنسية
2. اللغة الإنجليزية وآدابها/اللغة الانجليزية التطبيقية
3. اللغة العربية وآدابها
4. اللغة الفرنسية وآدابها

### كلية السياحة والفندقة
1. إدارة الفنادق
2. إدارة الطعام والشراب
3. إدارة السياحة والسفر

### كلية العلوم الأساسية والبحرية
1. العلوم الحياتية
2. الرياضيات

### كلية نظم تكنولوجيا المعلومات
1. أنظمة المعلومات الحاسوبية
2. تكنولوجيا معلومات الأعمال

### كلية التمريض
1. التمريض[2]